# كاثرين نورث
كاثرين نورث (بالإنجليزية: Kathryn North)‏ هي أعصابياتية وعالمة وعالمة وراثة وباحثة أسترالية، ولدت في القرن العشرين.